# Piaskojeż
Piaskojeż (Paraechinus) – rodzaj ssaków z podrodziny jeży (Erinaceinae) w obrębie rodziny jeżowatych (Erinaceidae).

## Zasięg występowania
Rodzaj obejmuje gatunki występujące w północnej Afryce i południowo-zachodniej oraz południowej Azji.

## Morfologia
Długość ciała (bez ogona) 130–290 mm, długość ogona 10–40 mm, długość ucha 23–58 mm, długość tylnej stopy 24–46 mm; masa ciała 285–700 g.

## Systematyka
Rodzaj zdefiniował w 1879 roku francuski zoolog Édouard Louis Trouessart w artykule poświęconym spisowi ssaków współcześnie żyjących i kopalnych, opublikowanym na łamach Revue et Magasin de Zoologie pure et Appliquée. Trouessart wymienił dwa gatunki – Erinaceus micropus Blyth, 1846 i Erinaceus (Hemiechinus) pictus Stoliczka, 1872 (= Erinaceus micropus Blyth, 1846) – z których gatunkiem typowym jest  Erinaceus micropus Blyth, 1846.

### Etymologia
- Paraechinus: gr. παρα para ‘blisko, obok’; εχινος ekhinos ‘jeż’[8].
- Macroechinus: gr. μακρος makros ‘długi’[9]; εχινος ekhinos ‘jeż’[10]. Gatunek typowy: Satunin wymienił dwa gatunki – Erinaceus hypomelas Brandt, 1836 i Erinaceus macracanthus Blanford, 1875 (= Erinaceus hypomelas Brandt, 1836) – z których gatunkiem typowym jest Erinaceus hypomelas Brandt, 1836.

### Podział systematyczny
Do rodzaju należą następujące gatunki:
| Grafika | Gatunek                 | Autor i rok opisu | Nazwa zwyczajowa       | Podgatunki         | Rozmieszczenie geograficzne | Podstawowe wymiary                           | Status IUCN |
| ------- | ----------------------- | ----------------- | ---------------------- | ------------------ | --- | -------------------------------------------- | ----------- |
|         | Paraechinus aethiopicus | (Ehrenberg, 1832) | piaskojeż etiopski     | gatunek monotypowy | Sahara od Mauretanii na wschód do Etiopii, pustynie w Azji Zachodniej, wyspa Dżerba (Tunezja), Bahrajn oraz wyspy Dżazire-je Tonb-e Bozorg i Dżazire-je Tonb-e Kuczak (Iran)  | DC: 13–24 cm DO: 1–3 cm MC: 285–700 g        | LC          |
|         | Paraechinus hypomelas   | (Brandt, 1836)    | piaskojeż szybki       | 5 podgatunków      | Półwysep Arabski (Arabia Saudyjska, Jemen i Oman) oraz Iran (włącznie z wyspami Chark, Dżazire-je Tonb-e Bozorg i Dżazire-je Tonb-e Kuczak)                                   | DC: 13,6–29 cm DO: 1,8–3,8 cm MC:brak danych | LC          |
|         | Paraechinus micropus    | (Blyth, 1846)     | piaskojeż indyjski     | gatunek monotypowy | południowo-wschodni Pakistan (południowo-wschodni Beludżystan, Pendżab i Sindh) oraz północno-zachodnie Indie (zachodni Radżastan, Gudźarat i północno-zachodnia Maharasztra) | DC: 13–23 cm DO: 1–4 cm MC: 300–600 g        | LC          |
|         | Paraechinus nudiventris | (Horsfield, 1851) | piaskojeż białobrzuchy | gatunek monotypowy | Indie (Andhra Pradesh, Tamilnadu i Kerala) | brak danych                                  | LC          |

Kategorie IUCN:  LC  – gatunek najmniejszej troski.